# بخش بارنت، شهرستان روزو، مینه سوتا
بخش بارنت (به انگلیسی: Barnett Township) یک منطقهٔ مسکونی در ایالات متحده آمریکا است که در شهرستان روسو، مینه‌سوتا واقع شده‌است.
 بخش بارنت ۹۵٫۹ کیلومتر مربع مساحت و ۱۶۹ نفر جمعیت دارد و ۳۳۲ متر بالاتر از سطح دریا واقع شده‌است.